# Qountdown
Qountdown (Ableitung von Countdown, engl. Rückwärtszählen zum Start) ist eine seit 2008 stattfindende Veranstaltung der Hardstyleszene in den Niederlanden des Veranstalters Q-Dance. Sie fand Silvester 2011 in der Heineken Music Hall in Amsterdam das letzte Mal unter dem Namen The final Qountdown statt.

## Geschichte
Vorgänger der Veranstaltung waren Qlubtempo (2003) und Qrimetime (2004–2007) und seit 2008 trägt die Veranstaltung den Namen Qountdown.
Die ganze Veranstaltung trug den Namen The Q-Dance Gala. Da eine Gala sehr festlich klingt, stellte sich die Frage nach dem Dresscode. Q-dance beantwortete dies 2009 mit: 

„Smoking, Frack oder die eigene Auslegung davon. Es ist jedoch nichts davon Pflicht.“

Im Jahr 2009 werden außerdem zum ersten Mal die Q-dance Awards vergeben. Nutzer konnten im Internet votieren. Die Kategorien sind:
- Hottest Hardstyle Chick:
  - Stephanie, DJ @ X-Qlusive Technoboy, Defqon.1 Festival / Q-Base
  - Dailucia, DJ @ In Qontrol / Q-Base / X-Qlusive Holland (Gewinner)[4]
  - Anna, X-Qlusive Technoboy Model / Defqon.1 DVD
  - Gostosa, DJ @ Q-Base, What's Goin' On?
- Best Q-dance Anthem 2009:
  - Noisecontrollers – CTRL ALT DEL (Gewinner)[4]
  - Headhunterz – Scrap Attack
  - Zany – Maximum Force Readiness
  - D-Block & S-Te-Fan – The Nature Of Our Mind
- Best Stage Design:
  - X-Qlusive Holland – The Lion
  - Defqon.1 Festival – The Dragon
  - Q-Dance @ Mystery Land – The Clown
  - Qlimax – The Shaman (Gewinner)[4]

## Line-Up
Prophet presents Frontliner

Noisecontrollers

Technoboy

Zatox

Alpha Twins pres B-Front & Ran-D

Deepack

Haze

Luna & Dutch Master

Headhunterz

Fausto

MC Ruffian

Zenith DJ

Trilok & Chiren

Pavo

Gizmo

Dana

Clive King
The Prophet presents Gostosa

Zany

D-Block & S-Te-Fan

Noisecontrollers

Luna & Crypsis

Isaac

B-Front

The Q-dance Showcase

Slim Shore

Beat Providers

Dailucia

Ran-D

MC Ruffian
Endymion

Fausto

Coone

Bountyhunter

Ruthless

Gizmo

MC Villain